# Marseillaise
Die Marseillaise ist die Nationalhymne der Französischen Republik.

## Geschichte

### Ursprung der Marseillaise

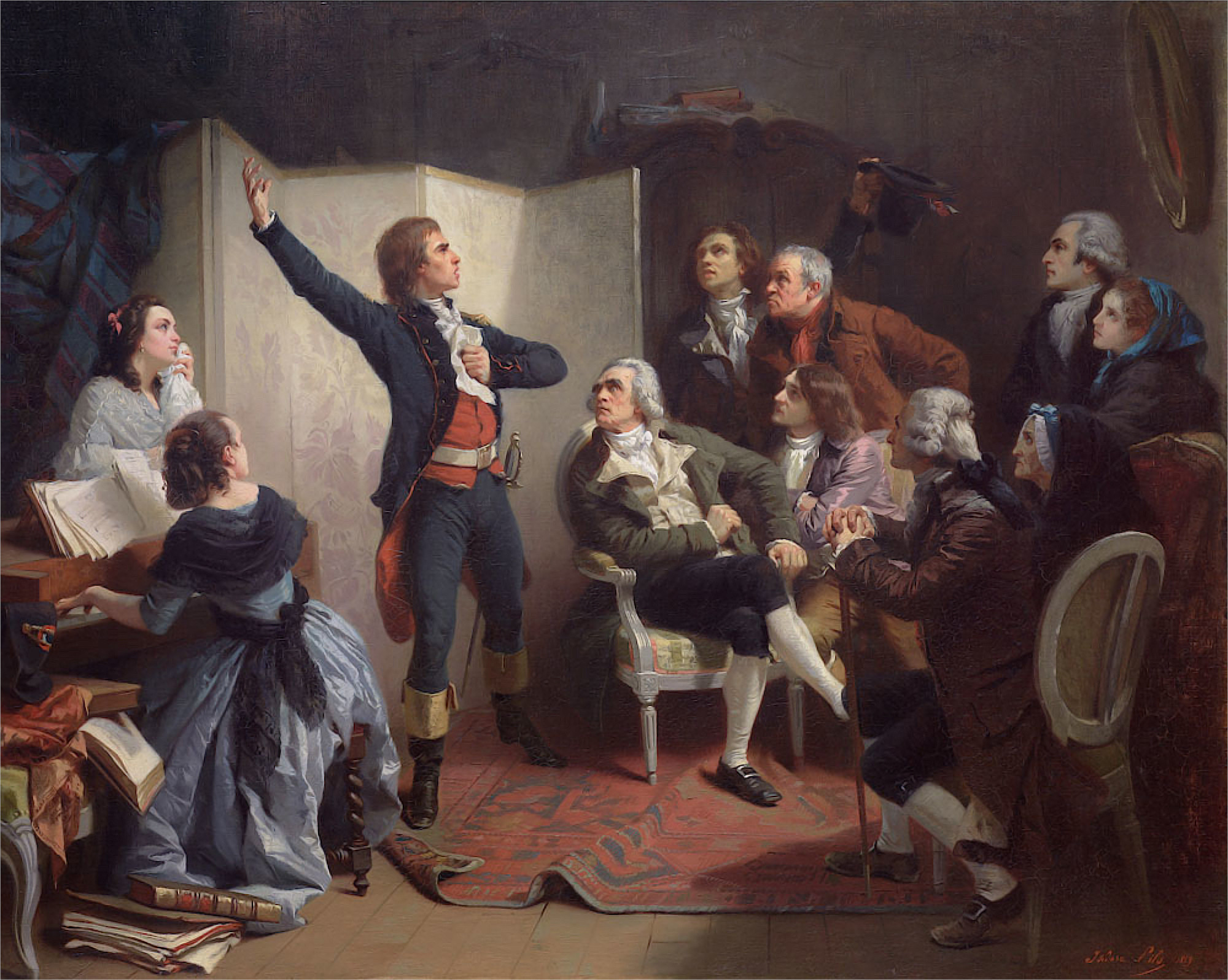
Rouget de Lisle chantant la Marseillaise: Das im 19. Jahrhundert entstandene Gemälde des französischen Malers Isidore Pils zeigt den Verfasser der Marseillaise im Salon des Straßburger Bürgermeisters Philippe-Frédéric de Dietrich.

Die Marseillaise wurde von Claude Joseph Rouget de Lisle in der Nacht auf den 26. April 1792, zu Beginn des Ersten Koalitionskriegs im elsässischen Straßburg geschrieben und komponiert. Sie hatte zunächst den Titel Chant de guerre pour l’armée du Rhin, d. h. „Kriegslied für die Rheinarmee“, und war dem Oberbefehlshaber und Gouverneur von Straßburg, dem im Jahr zuvor zum Marschall von Frankreich ernannten Nikolaus Graf Luckner, gewidmet. Daher ertönt die Marseillaise noch heute täglich um 12:05 Uhr vom Glockenspiel auf dem Marktplatz in Cham in der Oberpfalz, dem Geburtsort des Grafen.
Bereits gegen Ende des 18. Jahrhunderts wurde bestritten, dass de Lisle Urheber der Marseillaise sei; Mitte des 19. Jahrhunderts und erneut 1915, anlässlich der Überführung von de Lisles Gebeinen in die Cathédrale Saint-Louis-des-Invalides in Paris, erschienen Zeitungs- und Zeitschriftenartikel, denen zufolge die Melodie ausgerechnet von einem deutschen Komponisten (einem gewissen Organisten Holtzmann in Meersburg) stamme oder jedenfalls auf eine alte deutsche Melodie zurückgehe. Diese Behauptung taucht immer wieder auf (zumeist anekdotisch oder im Zusammenhang mit einer Polemik gegen französische Staatssymbole), obwohl sie spätestens seit 1922 als überzeugend widerlegt gelten kann.
2013 präsentierte der italienische Geiger Guido Rimonda im Rahmen einer Gesamteinspielung der Violinkonzerte des zwischen 1782 und 1792 in Paris wirkenden berühmten Giovanni Battista Viotti ein bis dahin nicht bekanntes Tema con Variazioni in C-Dur für Violine und Orchester, dessen Thema (in seiner Gesamtheit) eindeutig die Melodie der Marseillaise ist; wenn die Datierung des im Besitz von Rimonda befindlichen Manuskriptes mit 1781 echt ist, wäre Viotti der eigentliche Komponist der Melodie.
Als Komponist der Marseillaise wird auch zuweilen Jean-Baptiste Lucien Grisons (1746–1815) angesehen, ein ansonsten fast unbekannter Kapellmeister und Organist in Saint-Omer. In seinem Oratorium Esther, das 1787 entstanden sein soll, gibt es eine Arie „Stances sur la Calomnie“, deren Einleitung eine starke Ähnlichkeit mit der späteren Nationalhymne aufweist. Es wurde außerdem vermutet, dass die Melodie der Marseillaise von dem lange Zeit in Paris wirkenden Cembalisten und Komponisten Jean-Frédéric Edelmann (1749–1794) stammen könnte, zumal sich dieser ab 1789 und zur Zeit der Entstehung des Liedes in Strassburg aufhielt.
In diesem Zusammenhang ist auch die Ähnlichkeit des Anfangs der Melodie mit dem ersten Satz des Flötenquintetts in C-Dur G. 420 von Luigi Boccherini aus dem Jahre 1773 zu erwähnen. Als weiterer möglicher Vorgänger des Motivs wird manchmal das 2. Thema des 1. Satzes in Mozarts Klavierkonzert KV 503 von 1786 genannt, das jedoch nur eine sehr entfernte Verwandtschaft mit dem Kopfmotiv der Marseillaise hat und das Rouget de Lisle gar nicht gekannt haben kann, da es bis zum Zeitpunkt der Entstehung der Marseillaise nur von Mozart selber in Wien aufgeführt und erst später veröffentlicht wurde.

### Nationalhymne in Frankreich
Das Lied, vor allem der erste Vers, ist an das französische Volk gerichtet und soll dessen Mobilisierung dienen. Es erhielt den Namen Marseillaise, weil es von Soldaten aus Marseille am 30. Juli 1792 beim Einzug in Paris, kurz vor dem Tuileriensturm, gesungen wurde. Die Hymne erfreute sich bald großer Bekanntheit und Beliebtheit und wurde auf allen größeren Bürgerfesten der jungen Republik gesungen. 1793 verfügte der Nationalkonvent, dass die Marseillaise auf allen öffentlichen Veranstaltungen gesungen werden solle und auf Antrag des Abgeordneten Jean de Bry erklärte der Nationalkonvent am 14. Juli 1795 (26. messidor III) die Marseillaise per Dekret zum „französischen Nationalgesang“ (chant national). Die Marseillaise setzte sich dabei vor allem gegen Le Chant du Départ, ein anderes bekanntes Revolutionslied durch.
Nach dem Staatsstreich des 18. Brumaire VIII geriet die Marseillaise ins Hintertreffen, weil sie als zu jakobinisch galt und wurde am 14. Juli 1800 zum letzten Mal bei einem offiziellen Anlass gesungen. Zur Zeit des napoleonischen Kaiserreichs (1804 bis 1814) war das Lied verboten und die inoffizielle Hymne des Kaiserreichs war Veillons au salut de l’Empire. Das Verbot galt weiter während der bourbonischen Restauration (1815 bis 1830). Zur Zeit der Julimonarchie und des Zweiten Kaiserreichs Napoleons III. war die Marseillaise zwar nicht verboten, wurde aber nicht bei offiziellen Anlässen gesungen und galt als aufrührerisches Lied der Opposition. Die Hymne der Julimonarchie war La Parisienne und während des Zweiten Kaiserreichs erfüllte Partant pour la Syrie die Funktion einer Nationalhymne. Le Chant des Girondins war von 1848 bis 1851 die Nationalhymne der kurzlebigen Zweiten Französischen Republik.
In der Dritten Französischen Republik avancierte die Marseillaise per Beschluss der Abgeordnetenkammer vom 14. Februar 1879 wieder zur offiziellen Nationalhymne (hymne national) Frankreichs und blieb dies auch in der Vierten und Fünften Französischen Republik. Zur Zeit des Vichy-Regimes (1940–1945) hatte das Lied Maréchal, nous voilà einen ähnlichen Rang wie die Marseillaise inne, auf welche es zu folgen oder die es sogar zu ersetzen pflegte.

### Andere Fassungen der Marseillaise
Es gibt diverse andere Fassungen der Marseillaise. Bereits 1792 dichtete der deutsche Jakobiner Friedrich Lehne (1771–1836) vom Mainzer Jakobinerklub das Lied der freyen Wöllsteiner. 1871 verfasste Jules Faure die „Marseillaise der Kommune“, welche von der Pariser Kommune als Hymne genutzt wurde (Text siehe unten). 1892, nach dem Deutsch-Französischen Krieg, wurde von Schülern einer französischen Primarschule eine „Friedens-Marseillaise“ verfasst (Text siehe unten).
Im 19. Jahrhundert war die Marseillaise die Hymne vieler Freiheitsbewegungen und auch der Arbeiterbewegung, beispielsweise als „Deutsche Arbeiter-Marseillaise“ für den Allgemeinen Deutschen Arbeiterverein (ADAV). Erst als die Marseillaise zur Nationalhymne wurde, wurde sie als Lied der internationalen Arbeiterbewegung von der Internationalen abgelöst.
Florence MacAuley schrieb 1909 den Text The Women’s Marseillaise, der in Verbindung mit der Melodie der Marseillaise die offizielle Hymne der Women’s Social and Political Union war.
1914 entstand eine anlässlich des Ausbruchs des Ersten Weltkriegs explizit gegen Deutschland gerichtete Fassung.
Mit dem russischen Text Otretschomsja ot starowo mira (‚Lasst uns die alte Welt verdammen‘) war die Marseillaise als Марсельеза (‚Marseljesa‘) während der Zeit der Provisorischen Regierung der Februarrevolution 1917 vom Februar bis zum November jenes Jahres auch russische Nationalhymne.
Weitere Fassungen sind beispielsweise eine pazifistische Fassung (La Marseillaise pour le désarmément); ein Text für die Bewohner der ehemaligen Kolonien (La Marseillaise des Citoyens de couleur); eine Marseillaise „für alle, die das Leben lieben“ (La Marseillaise Bacchique); eine Version von 1973 von Serge Gainsbourg (Aux armes et caetera), die für die Konservativen und Rechtsextremen Frankreichs zum Skandal geriet; oder die des in Frankreich sehr bekannten und populären Sängers, Komponisten und Übersetzers Graeme Allwright, die er 2005 mit Sylvie Dien verfasste als Antwort auf die Forderung des damaligen französischen Bildungsministers François Fillon, dass jedes Kind in Frankreich die Nationalhymne auswendig lernen solle.

## Musikalische Zitate
Zahlreiche Werke zitieren die Marseillaise, zumeist um einen Bezug zu Frankreich oder zu den französischen Streitkräften herzustellen.
- Antonio Salieri zitiert in der programmatischen Ouvertüre zu seiner Kantate Der Tyroler Landsturm (1799) die Marseillaise, um den Kampf der französischen Truppen gegen die Tiroler Bevölkerung darzustellen.
- In den Strophen der peruanischen Nationalhymne zitiert deren Komponist José Bernardo Alcedo die ersten Takte der Marseillaise in der jeweils dritten und – hier in leichter Abwandlung – letzten Verszeile. Damit ist die 1821 offiziell angenommene Nationalhymne die einzige, die eine andere direkt musikalisch zitiert.
- Der Paris-Walzer op. 101 (1838) von Johann Strauß Vater bringt kurz vor Schluss eine Dreivierteltaktversion der Marseillaise.
- Im Trio der Geisselhiebe-Polka op. 60 zitiert der Komponist Johann Strauss Sohn die Anfangstakte der Marseillaise.
- Ebenfalls im Dreivierteltakt erscheint der Anfang der Marseillaise im Kopfsatz von Robert Schumanns Faschingsschwank aus Wien op. 26 (1839).
- Das Lied Die beiden Grenadiere op. 49 Nr. 1 von Robert Schumann verwendet im Schlussteil die Marseillaise.
- In die Ouvertüre zu Hermann und Dorothea h-Moll op. 136 (1851) von Robert Schumann sind die Anfangsmotive der Marseillaise eingeflochten; sie sollen den Abzug französischer Soldaten darstellen.
- Die Ouvertüre 1812 von Pjotr Iljitsch Tschaikowski zitiert die Marseillaise als Sinnbild für die französischen Truppen Napoleons.
- Giuseppe Verdi hat die Marseillaise zum Bestandteil seiner Komposition Inno delle nazioni (1862) gemacht.
- Die Ouvertüre Tirol 1809 von Sepp Tanzer zitiert die Marseillaise in ähnlicher Weise.
- Die Anfangstakte klingen in der Symphonie Nr. 3 A Guerra (1919, erster Satz) und Nr. 4 A Vitória (1919) von Heitor Villa-Lobos an.
- Gottfried Huppertz’ Filmmusik zu Metropolis (1927) sowie Max Steiners Musik für Casablanca (1942) verwenden ebenfalls diese Melodie.
- Von Ottmar Gerster wird die Marseillaise in der Festouvertüre 1948 verwendet, als Symbol des Niedergangs der feudalen Gesellschaft.
- Claude Debussy zitiert zwei kurze Fragmente aus dem charakteristischen Vorspiel der Marseillaise in der Coda seines auf den französischen Nationalfeiertag anspielenden Prélude Feux d’artifice (Préludes II Nr. 12, T. 91–96).
- In der Vertonung des Gedichtes Der reichste Fürst beginnt die jeweils letzte Verszeile der Strophen mit den Tönen der Marseillaise.
- Die Beatles zitieren die ersten vier Takte der Marseillaise in der Einleitung zu ihrem Song All You Need Is Love (1967).
- Das Glockenspiel am Stammhaus des Kölnisch-Wasser-Unternehmens 4711 in der Kölner Glockengasse spielt mehrmals täglich die Marseillaise, da die Bezeichnung des Unternehmens auf die Hausnummerierung während der Zugehörigkeit Kölns zu Frankreich (1794–1814) zurückgeführt wird.

## Texte

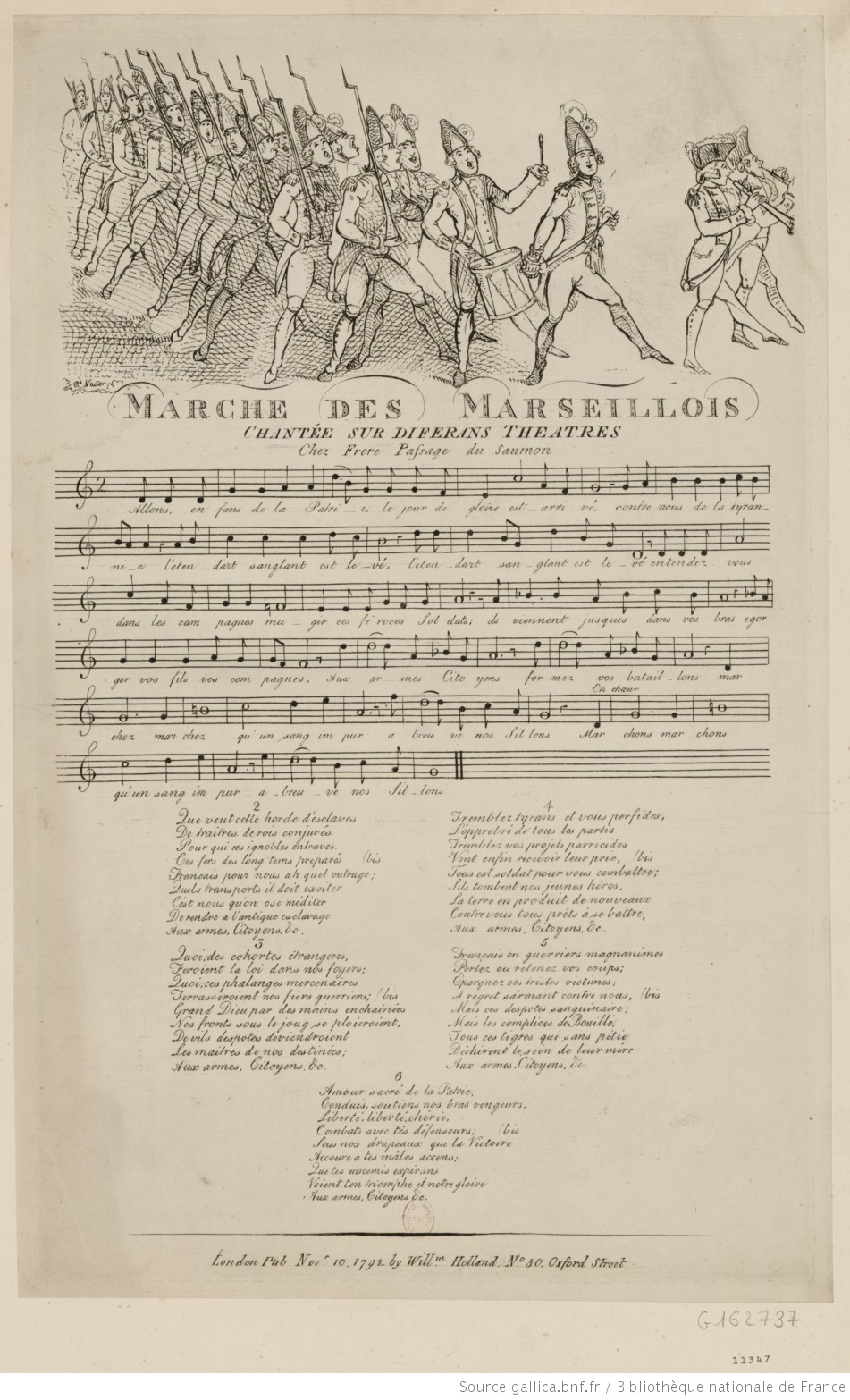
Marche des Marseillois chantée sur diferans theatres. Früher Druck der Marseillaise aus dem Jahr 1792.

### Nationalhymne
| Französischer Originaltext | Deutsche Übersetzung |
| --- | --- |
| Allons enfants de la Patrie, Le jour de gloire est arrivé! Contre nous de la tyrannie L’étendard sanglant est levé. (2×) Entendez-vous dans les campagnes Mugir ces féroces soldats? Ils viennent jusque dans vos bras Égorger vos fils, vos compagnes.                                    | Auf, Kinder des Vaterlandes, Der Tag des Ruhmes ist gekommen! Gegen uns ist der Tyrannei Blutiges Banner erhoben. (2×) Hört ihr auf den Feldern Diese wilden Soldaten brüllen? Sie kommen bis in eure Arme, Um euren Söhnen, euren Gefährtinnen die Kehlen durchzuschneiden.                                           |
| Refrain: Aux armes, citoyens, Formez vos bataillons, Marchons, marchons! Qu’un sang impur Abreuve nos sillons! (2×) | Refrain: Zu den Waffen, Bürger, Formiert eure Truppen, Marschieren wir, marschieren wir! Dass unreines Blut Tränke unsere Furchen! (2×) |
| Que veut cette horde d’esclaves, De traîtres, de rois conjurés? Pour qui ces ignobles entraves, Ces fers dès longtemps préparés? (2×) Français, pour nous, ah! quel outrage Quels transports il doit exciter! C’est nous qu’on ose méditer De rendre à l’antique esclavage! Refrain        | Was will diese Horde von Sklaven, Von Verrätern, von verschwörerischen Königen? Für wen diese gemeinen Fesseln, Diese seit langem vorbereiteten Eisen? (2×) Franzosen, für uns, ach! welche Schmach, Welchen Zorn muss dies hervorrufen! Man wagt es, daran zu denken, Uns in die alte Knechtschaft zu führen! Refrain |
| Quoi! des cohortes étrangères Feraient la loi dans nos foyers! Quoi! ces phalanges mercenaires Terrasseraient nos fiers guerriers. (2×) Grand Dieu! par des mains enchaînées Nos fronts sous le joug se ploieraient. De vils despotes deviendraient Les maîtres de nos destinées! Refrain  | Was! Ausländische Kohorten Würden über unsere Heime gebieten! Was! Diese Söldnerscharen würden Unsere stolzen Krieger niedermachen! (2×) Großer Gott! Mit Ketten an den Händen Würden sich unsere Häupter dem Joch beugen. Niederträchtige Despoten würden Über unser Schicksal bestimmen! Refrain                     |
| Tremblez, tyrans, et vous perfides L’opprobre de tous les partis, Tremblez! vos projets parricides Vont enfin recevoir leurs prix! (2×) Tout est soldat pour vous combattre, S’ils tombent, nos jeunes héros, La terre en produit de nouveaux, Contre vous tout prêts à se battre! Refrain | Zittert, Tyrannen und ihr Niederträchtigen, Schande aller Parteien, Zittert! Eure verruchten Pläne Werden euch endlich heimgezahlt! (2×) Jeder ist Soldat, um euch zu bekämpfen, Wenn sie fallen, unsere jungen Helden, Zeugt die Erde neue, Die bereit sind, gegen euch zu kämpfen. Refrain                           |
| Français, en guerriers magnanimes, Portez ou retenez vos coups! Epargnez ces tristes victimes, A regret s’armant contre nous. (2×) Mais ces despotes sanguinaires, Mais ces complices de Bouillé Tous ces tigres qui, sans pitié, Déchirent le sein de leur mère! Refrain                  | Franzosen, ihr edlen Krieger, Versetzt eure Schläge oder haltet sie zurück! Verschont diese traurigen Opfer, Die sich widerwillig gegen uns bewaffnen. (2×) Aber diese blutrünstigen Despoten, Aber diese Komplizen von Bouillé, Alle diese Tiger, die erbarmungslos Die Brust ihrer Mutter zerfleischen! Refrain      |
| Amour sacré de la Patrie, Conduis, soutiens nos bras vengeurs. Liberté, Liberté chérie, Combats avec tes défenseurs! (2×) Sous nos drapeaux que la victoire Accoure à tes mâles accents, Que tes ennemis expirants Voient ton triomphe et notre gloire! Refrain                            | Heilige Liebe zum Vaterland, Führe, stütze unsere rächenden Arme. Freiheit, geliebte Freiheit, Kämpfe mit deinen Verteidigern! (2×) Unter unseren Flaggen, damit der Sieg Den Klängen der kräftigen Männer zu Hilfe eilt, Damit deine sterbenden Feinde Deinen Sieg und unseren Ruhm sehen! Refrain                    |
| Nous entrerons dans la carrière Quand nos aînés n’y seront plus, Nous y trouverons leur poussière Et la trace de leurs vertus! (2×) Bien moins jaloux de leur survivre Que de partager leur cercueil, Nous aurons le sublime orgueil De les venger ou de les suivre. Refrain               | Wir werden des Lebens Weg weiter beschreiten, Wenn die Älteren nicht mehr da sein werden, Wir werden dort ihren Staub Und ihrer Tugenden Spur finden. (2×) Eher ihren Sarg teilen Als sie überleben wollend, Werden wir mit erhabenem Stolz Sie rächen oder ihnen folgen. Refrain                                      |

### Die Marseillaise der Kommune
1871 verfasste Jules Faure die „Marseillaise der Kommune“ (La Marseillaise de la Commune), welche von der Pariser Kommune als Hymne genutzt wurde.
| Französischer Originaltext | Deutsche Übersetzung |
| --- | --- |
| Français, ne soyons plus esclaves!, Sous le drapeau, rallions-nous. Sous nos pas, brisons les entraves, Quatre-vingt-neuf, réveillez-vous. (bis) Frappons du dernier anathème Ceux qui, par un stupide orgueil, Ont ouvert le sombre cercueil De nos frères morts sans emblème.                | Franzosen, lasst uns nicht länger Sklaven sein! Lasst uns unter der Flagge sammeln. Lasst uns die Fesseln unter unseren Füßen sprengen. Neunundachzig, wach auf! (2x) Lasst uns mit dem letzten Bannfluch diejenigen treffen, die aus dummem Stolz den dunklen Sarg unserer Brüder geöffnet haben, die ohne Emblem starben.   |
| Refrain: Chantons la liberté, Défendons la cité, Marchons, marchons, sans souverain, Le peuple aura du pain. | Refrain: Lasst uns von der Freiheit singen, Lasst uns die Stadt verteidigen, Lasst uns marschieren, marschieren wir ohne Herrscher, das Volk wird Brot haben. |
| Depuis vingt ans que tu sommeilles, Peuple français, réveille-toi, L’heure qui sonne à tes oreilles, C’est l’heure du salut pour toi. (bis) Peuple, debout! que la victoire Guide au combat tes fiers guerriers, Rends à la France ses lauriers, Son rang et son antique gloire. Refrain       | Zwanzig Jahre lang habt ihr geschlafen, Franzosen, wach auf, die Stunde klingt in euren Ohren, es ist die Stunde der Erlösung für euch. (2x) Volk, erhebe dich! Möge der Sieg deine stolzen Krieger in die Schlacht führen, gib Frankreich seine Lorbeeren zurück, seinen Rang und seinen alten Ruhm. Refrain                 |
| Les voyez-vous ces mille braves Marcher à l’immortalité, Le maître a vendu ses esclaves, Et nous chantons la liberté. (bis) Non, plus de rois, plus de couronnes, Assez de sang, assez de deuil, Que l’oubli dans son froid linceul Enveloppe sceptres et trônes. Refrain                      | Siehst du diese tausend tapferen Männer, die der Unsterblichkeit entgegenmarschieren? Der Herr hat seine Sklaven verkauft, und wir singen von der Freiheit. (2x) Nein, keine Könige mehr, keine Kronen mehr, genug Blut, genug Trauer, möge die Vergessenheit in ihrem kalten Leichentuch Zepter und Throne umhüllen. Refrain |
| Plus de sanglots dans les chaumières Quand le conscrit part du foyer; Laissez, laissez, les pauvres mères Près de leurs fils s’agenouiller. (bis) Progrès! que ta vive lumière Descende sur tous nos enfants, Que l’homme soit libre en ses champs, Que l’impôt ne soit plus barrière. Refrain | Kein Schluchzen mehr in den Hütten, wenn der Soldat das Haus verlässt; Lasst, lasst die armen Mütter neben ihren Söhnen knien. (2x) Fortschritt! Möge dein helles Licht auf alle unsere Kinder herabsteigen, Möge der Mensch frei auf seinen Feldern sein, Mögen Steuern kein Hindernis mehr sein. Refrain                    |
| N’exaltez plus vos lois nouvelles, Le peuple est sourd à vos accents, Assez de phrases solennelles, Assez de mots vides de sens. (bis) Français, la plus belle victoire, C’est la conquête de tes droits, Ce sont là tes plus beaux exploits Que puisse enregistrer l’histoire. Refrain        | Hört auf, eure neuen Gesetze zu preisen, Das Volk ist taub für eure Worte, Schluss mit den feierlichen Phrasen, Schluss mit den bedeutungslosen Worten. (2x) Franzosen, der schönste Sieg, ist die Eroberung eurer Rechte, Dies sind eure schönsten Taten, die die Geschichte aufzeichnen kann. Refrain                       |
| Peuple, que l’honneur soit ton guide, Que la justice soit tes lois, Que l’ouvrier ne soit plus avide Du manteau qui couvrait nos rois. (bis) Que du sien de la nuit profonde Où l’enchaînait la royauté, Le flambeau de la Liberté S’élève et brille sur le monde! Refrain                     | Volk, möge Ehre euer Leitfaden sein, Möge Gerechtigkeit eure Gesetze sein, Möge der Arbeiter nicht länger gierig sein nach dem Mantel, der unsere Könige bedeckte. (2x) Dass aus seiner eigenen tiefen Nacht, wo ihn das Königtum ankettete, die Fackel der Freiheit aufsteigt und über die Welt leuchtet! Refrain            |

### „Friedens-Marseillaise“
Lehrerverbände brachten den Text der 1892 nach dem Deutsch-Französischen Krieg von Schülern der Primarschule von Cempuis verfassten „Friedens-Marseillaise“ in Umlauf.
| Deuxième couplet | Zweite Strophe |
| --- | --- |
| Quoi! d’éternelles représailles Tiendraient en suspens notre sort! Quoi, toujours d’horribles batailles Le pillage, le feu, et la mort (2×) C’est trop de siècles de souffrances De haine et de sang répandu! Humains, quand nous l’aurons voulu Sonnera notre délivrance! | Wie? Diese immerwährende Vergeltung zieht unser Schicksal in die Schwebe Wie, immer die schrecklichen Schlachten Die Plünderei, das Feuer und der Tod (2×) Das ist zu viel, Jahrhunderte von Leiden, von Hass und von vergossenem Blut! Menschen, wenn wir es wollten, können wir die Erlösung einläuten! |

## Trivia
- Im Film Casablanca ordnet Victor László in Ricks Bar an, die Marseillaise zu spielen, um deutsche Soldaten zu übertönen, die Die Wacht am Rhein singen.
- In dem einzigen erhaltenen Tondokument des Reichskanzlers Otto von Bismarck deklamiert der 74-Jährige 1889 auch aus der Marseillaise.
- Vom Rathausturm von Cham (Oberpfalz) erklingt jeden Mittag die Marseillaise.